# Douglas Leach
Pour les articles homonymes, voir Leach.
Douglas Leach, né le 8 septembre 1898 à Marylebone dans la cité de Westminster en Angleterre et mort en 1987 à Salcombe dans le Devon, est un écrivain britannique, auteur de roman de guerre et de roman policier.

## Biographie
Pendant la Première Guerre mondiale, il ment sur son âge et réussit à s’engager dans l’infanterie. Il sert dans l’infanterie en Palestine jusqu'en 1918. Après sa démobilisation, il émigre en Australie pendant deux ans, puis au Canada jusqu'en 1928, année où il retourne en Angleterre.
Nouvelliste prolifique, il est spécialisé dans la littérature de guerre. Il publie en 1928 sa première nouvelle, intitulée Iron Men, dans le magazine War Stories. Jusqu'à la fin des années 1950, il en écrit près d'une centaine.
En 1968, il fait paraître son premier roman policier The Man on the Marsh. Son troisième roman Meurtre à trois (Three for a Killing) paraît en 1971. Pour Claude Mesplède, « l'intrigue est bien construite, et même s'il se doute de l'identité du survivant et de l'épilogue, le lecteur dévore néanmoins les pages les unes après les autres pour savoir comment le petit journaliste parviendra à faire éclater la vérité. Le personnage d'Eileen, d'une sensualité dévorante, mérite le détour et on s'étonne qu'aucun metteur en scène n'aie eu envie d'adapter ce roman fort réussi, malheureusement unique traduction de Douglas Leach dans la collection ».

## Œuvre

### Romans
- The Man on the Marsh (1969)
- The Big Boys (1969)
- Three for a Killing (1971)
  - Meurtre à trois, Série noire no 1483 (1972)

### Nouvelles
- Iron Men (1928)
- Soldat Canuck (1928)
- The Battle of Suzanne (1929)
- Nice, Comf’ble War (1929)
- Ottoman Steel (1929)
- Duty Be Damned! (1929)
- Ain’t Nature Grand (1929)
- On Sari Bair (1929)
- Kane of the Flank Patrol (1929)
- Dead Man’s Post (1930)
- Fat in the Fire (1930)
- Old Ugly Face (1931)
- The Breaking Point (1931)
- It’s a Gift (1932)
- The Crimson Crocodile (1932)
- The Devil of Maniara (1933)
- They Sometimes Come Back (1933)
- Blue Treasure (1933)
- Simpson and Delilah (1933)
- Dark Brother (1933)
- Death in the Mangroves (1934)
- Another Man’s Poison (1934)
- The Country of Walking Trees (1934)
- Ananias and the Sorcerer (1934)
- River Hate (1934)
- Siamese Twinge (1934)
- The Last Debt (1934)
- Well, I’ll Be (1935)
- Chinese Luck (1935)
- Rough Passage (1935)
- Anybody’s Pearl (1935)
- Easy Gold (1935)
- Bought Guns (1935)
- Snide Pearl (1935)
- The Sacred Mr. Johnson (1935)
- Don’t Bring ’Em Back Alive (1935)
- The Greater Magic (1935)
- Lemon Blossoms (1936)
- Cloudburst at Dingo Flats (1956)
- Woola, Woola (1959)

## Sources
- Claude Mesplède, Les Années "Série noire" : bibliographie critique d'une collection policière, vol. 3 : 1966-1972, Amiens, Editions Encrage, coll. « Travaux / 22 », 1994 (ISBN 978-2-906389-53-3), p. 280-281.
- Claude Mesplède et Jean-Jacques Schleret, SN, voyage au bout de la Noire : inventaire de 732 auteurs et de leurs œuvres publiés en séries Noire et Blème : suivi d'une filmographie complète, Paris, Futuropolis, 1982 (OCLC 11972030), p. 230
- Claude Mesplède et Jean-Jacques Schleret, SN Voyage au bout de la Noire (additif mise à jour 1982-1985), Futuropolis p. 96-98, 1985